# Aistus
Aistus is een geslacht van rechtvleugeligen uit de familie Anostostomatidae. De wetenschappelijke naam van dit geslacht is voor het eerst geldig gepubliceerd in 1888 door Brunner von Wattenwyl.

## Soorten
Het geslacht Aistus omvat de volgende soorten:
- Aistus gracilis Brunner von Wattenwyl, 1888
- Aistus rouxi Griffini, 1914
- Aistus sarasini Griffini, 1914